# Вирфуріле (комуна)
Вирфуріле (рум. Vârfurile) — комуна у повіті Арад в Румунії. До складу комуни входять такі села (дані про населення за 2002 рік):
- Аврам-Янку (756 осіб)
- Вирфуріле (881 особа) — адміністративний центр комуни
- Відра (296 осіб)
- Гроші (131 особа)
- Лазурі (464 особи)
- Мегуліча (336 осіб)
- Мермешть (221 особа)
- Пояна (213 осіб)

Комуна розташована на відстані 347 км на північний захід від Бухареста, 94 км на схід від Арада, 97 км на південний захід від Клуж-Напоки, 117 км на північний схід від Тімішоари.

## Населення
За даними перепису населення 2002 року у комуні проживали 3298 осіб.
Національний склад населення комуни:
| Національність | Кількість осіб | Відсоток |
| -------------- | -------------- | -------- |
| румуни         | 3261           | 98,9%    |
| цигани         | 32             | 1,0%     |
| угорці         | 2              | 0,1%     |
| українці       | 2              | 0,1%     |
| німці          | 1              | < 0,1%   |

Рідною мовою назвали:
| Мова       | Кількість осіб | Відсоток |
| ---------- | -------------- | -------- |
| румунська  | 3294           | 99,9%    |
| угорська   | 2              | 0,1%     |
| циганська  | 1              | < 0,1%   |
| українська | 1              | < 0,1%   |

Склад населення комуни за віросповіданням:
| Релігія       | Кількість осіб | Відсоток |
| ------------- | -------------- | -------- |
| православні   | 3165           | 96,0%    |
| баптисти      | 85             | 2,6%     |
| п'ятдесятники | 35             | 1,1%     |
| адвентисти    | 5              | 0,2%     |
| реформати     | 2              | 0,1%     |